# Mouvement populaire sénégalais
Le Mouvement populaire sénégalais (MPS) est un ancien parti politique sénégalais.

## Histoire
Le MPS s'est formé à partir de la section sénégalaise du Rassemblement démocratique africain, à la suite de l'exclusion de l'Union démocratique sénégalaise.
En 1956, une fraction significative du MPS dirigée par Abdoulaye Thiaw s'en sépare et rejoint le Bloc populaire sénégalais (BPS).
En 1959, le reste du parti fusionne avec l'Union progressiste sénégalaise (UPS), issue du BPS en 1958.

## Orientation
C'était un parti de gauche.

## Symboles
À l'origine, les trois couleurs du drapeau sénégalais symboliseraient les trois forces politiques qui ont fusionné pour former l'Union progressiste sénégalaise. Si le vert est la couleur du Bloc démocratique sénégalais (BDS) et le rouge celle du Parti sénégalais d'action socialiste (PSAS), c'est l'or ou le jaune – la couleur du milieu – qui représente le MPS.

## Organisation
Le MPS était dirigé par Doudou Guèye.